# Nigel Adkins
Nigel Howard Adkins (Birkenhead, Inglaterra, 11 de marzo de 1965) es un exfutbolista y actual entrenador inglés. Actualmente dirige al Charlton Athletic de la Football League One.

## Carrera como jugador
En su etapa como futbolista, Adkins era guardameta. Debutó profesionalmente con el Tranmere Rovers en 1983. Tres años después, se incorporó al Wigan Athletic. Finalmente, se retiró en las filas del Bangor City en 1996.

## Carrera como entrenador
Adkins comenzó su trayectoria como entrenador en 1993, siendo jugador-entrenador del Bangor City. Posteriormente, dirigió al Scunthorpe United entre 2006 y 2010.
Fue nombrado técnico del Southampton el 12 de septiembre de 2010. Con este equipo logró dos ascensos consecutivos que lo llevaron a la Premier League de Inglaterra. Fue destituido el 18 de enero de 2013, aunque los Saints no ocupaban puestos de descenso.
Dos meses después, en marzo de 2013, regresó a los banquillos de la mano del Reading, que también luchaba por la permanencia, pero no logró evitar el descenso. Sin embargo, continuó al mando del equipo en la Football League Championship, hasta que fue cesado en diciembre de 2014.
En la temporada 2015-16, dirigió al Sheffield United, que terminó el campeonato en 11º puesto, por lo que fue despedido.
En diciembre de 2017, se convirtió en el nuevo técnico del Hull City.

## Clubes como futbolista
| Club            | País       | Año       |
| --------------- | ---------- | --------- |
| Tranmere Rovers | Inglaterra | 1983-1986 |
| Wigan Athletic  | Inglaterra | 1986-1993 |
| Bangor City     | Gales      | 1993-1996 |

## Clubes como entrenador
| Club              | País       | Año       | PJ  | PG | PE | PP | % g.  |
| ----------------- | ---------- | --------- | --- | -- | -- | -- | ----- |
| Bangor City       | Gales      | 1993-1996 |     |    |    |    |       |
| Scunthorpe United | Inglaterra | 2006-2010 | 199 | 83 | 44 | 72 | 49.08 |
| Southampton       | Inglaterra | 2010-2013 | 124 | 68 | 25 | 31 | 61.56 |
| Reading           | Inglaterra | 2013-2014 | 80  | 29 | 20 | 31 | 44.58 |
| Sheffield United  | Inglaterra | 2015-2016 | 54  | 22 | 14 | 18 | 49.38 |
| Hull City         | Inglaterra | 2017-2019 | 78  | 26 | 21 | 31 | 42.31 |